# Savennières (AOC)
Pour l’article homonyme, voir Savennières.
Le savennières est un vin blanc d'appellation d'origine contrôlée produit sur les communes de Bouchemaine, La Possonnière et Savennières, sur la rive droite de la Loire, en aval d'Angers. Cette appellation, voisine des coteaux-de-l'aubance et des coteaux-du-layon, fait partie du vignoble de la vallée de la Loire.

## Histoire

### Antiquité
Il semble que, dès l'époque romaine, du vin soit élevé sur l'aire d'appellation[réf. nécessaire].

### Moyen Âge
La culture de la vigne se développe à l’époque des grandes abbayes notamment au XIIe siècle avec les moines de Saint-Nicolas d'Angers. Puis, les seigneurs angevins la poursuivent.

### Période moderne
La comtesse de Serrant fait connaître le vin de Savennières à la cour de Napoléon Ier. La viticulture prend de l'ampleur au XIXe siècle avec la bourgeoisie angevine.

### Période contemporaine
Le savennières, AOC par décret du 8 décembre 1952, est l’un des trois grands crus de l’Anjou avec le quarts-de-chaume et le bonnezeaux. Le cahier des charges de l'appellation a été modifié en janvier 2024.

## Étymologie
La commune de Savennières, d'où l’appellation tire son nom, s’appelait jadis Saponaria, qu’il faut rapprocher de la saponaire, plante herbacée à fleurs roses que l’on trouve dans les lieux humides au-dessus de la Loire.
La saponaire contient de la saponine qui fait mousser l’eau comme du savon. Dans son livre sur les lavoirs d’Anjou Bernard Augereau écrit qu’elle « était souvent employée pour nettoyer les étoffes de laine, parfois, aussi pour décruer les fils ou blanchir les dentelles. Dans ce but, on arrachait les racines à l’automne et on les coupait en petits morceaux. On recueillait aussi les feuilles avant la floraison ». La saponaire est encore utilisée pour nettoyer les tapisseries anciennes de valeur, telles que celles d’Aubusson. Appelée aussi savonnières, savonaires, savon de fossé ou herbe au savon, cette plante était également employée pour soigner les maladies de peau.

## Situation géographique

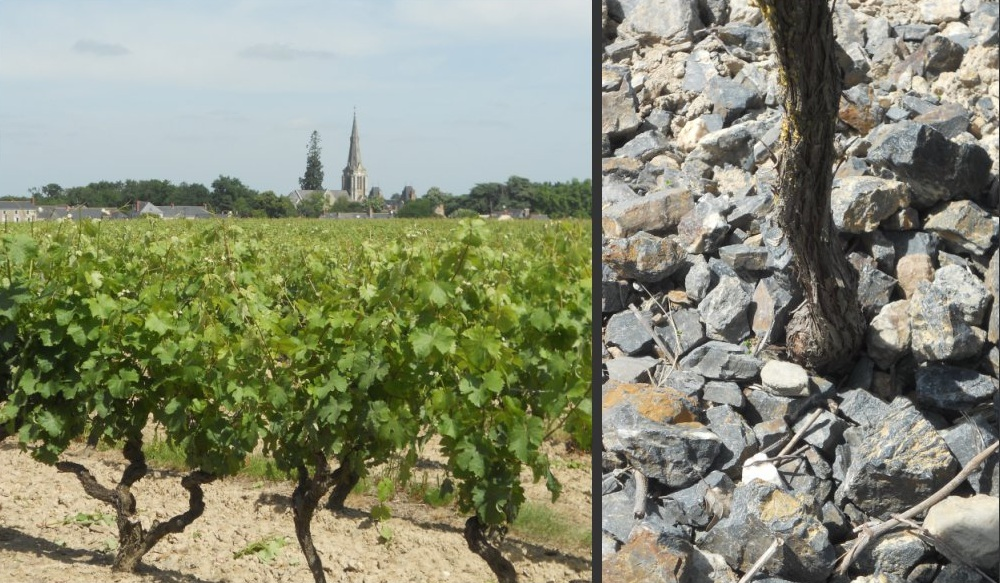
Vignes et terroir de Savennières

L'aire d'appellation se trouve au sud-ouest à 15 km d'Angers sur la rive nord de la Loire. Elle s'étend sur 350 ha dont 150 en culture et sur trois communes : Savennières, Bouchemaine et La Possonnière.

## Géologie et orographie
L'aire d'appellation s'étend sur un plateau de schiste face à la Loire. Des coulées ont fissuré ce plateau et formé des coteaux, présentant des pentes admirablement exposées comme le Grand Clos sur  la Coulée de Serrant, la Roche aux Moines sur les Petites Coulées , et le Clos du papillon sur le coteau des Coulées.  Les sols, peu profonds, sont composés de schistes gréseux, de filons volcaniques (rhyolites) et de sables éoliens.

## Climat
Les vins de Savennières bénéficient d'un climat semi océanique, permettant l’élaboration de vins blancs secs d'une très grande finesse. Les orages passent le plus souvent sur la rive gauche de la Loire, épargnant Savennières.
| Mois                              | jan. | fév. | mars | avril | mai  | juin | jui. | août | sep. | oct. | nov. | déc. | année |
| --------------------------------- | ---- | ---- | ---- | ----- | ---- | ---- | ---- | ---- | ---- | ---- | ---- | ---- | ----- |
| Température minimale moyenne (°C) | 2,1  | 2,2  | 3,9  | 5,6   | 8,9  | 11,8 | 13,6 | 13,4 | 11,3 | 8,4  | 4,6  | 2,8  | 7,4   |
| Température moyenne (°C)          | 5    | 5,7  | 8,2  | 10,4  | 13,9 | 16,2 | 19,2 | 19,1 | 16,5 | 12,7 | 8    | 5,6  | 11,8  |
| Température maximale moyenne (°C) | 7,9  | 9,2  | 12,6 | 15,3  | 19   | 22,6 | 24,9 | 24,7 | 21,8 | 17   | 11,4 | 8,4  | 16,2  |
| Ensoleillement (h)                | 70   | 92   | 141  | 179   | 201  | 234  | 248  | 237  | 191  | 129  | 89   | 65   | 1 877 |
| Précipitations (mm)               | 62,1 | 50,8 | 51,7 | 44,6  | 54,4 | 41,2 | 43,8 | 44,9 | 52,2 | 59,6 | 64,5 | 63,4 | 633,4 |

## Vignoble

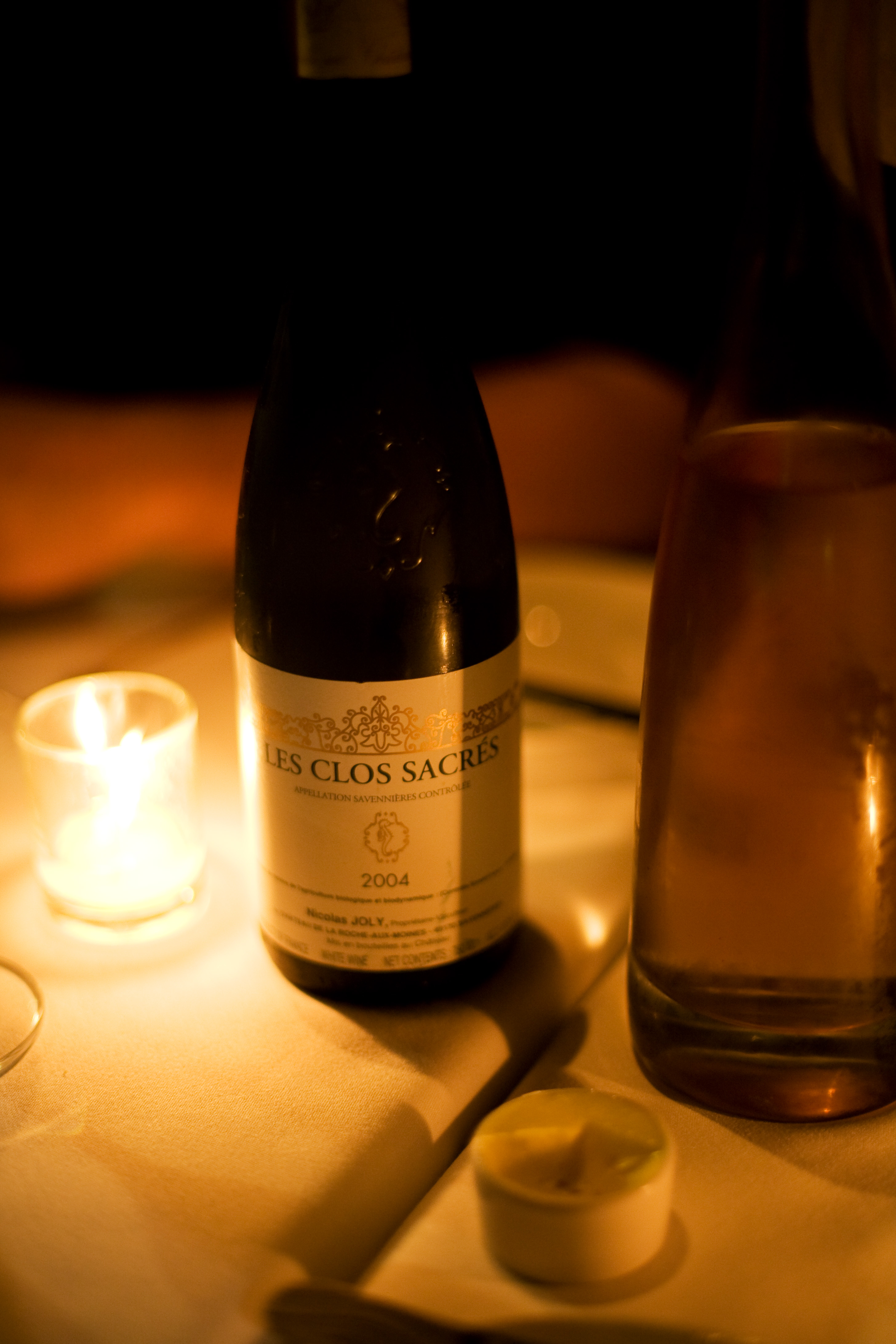
AOC Savennières

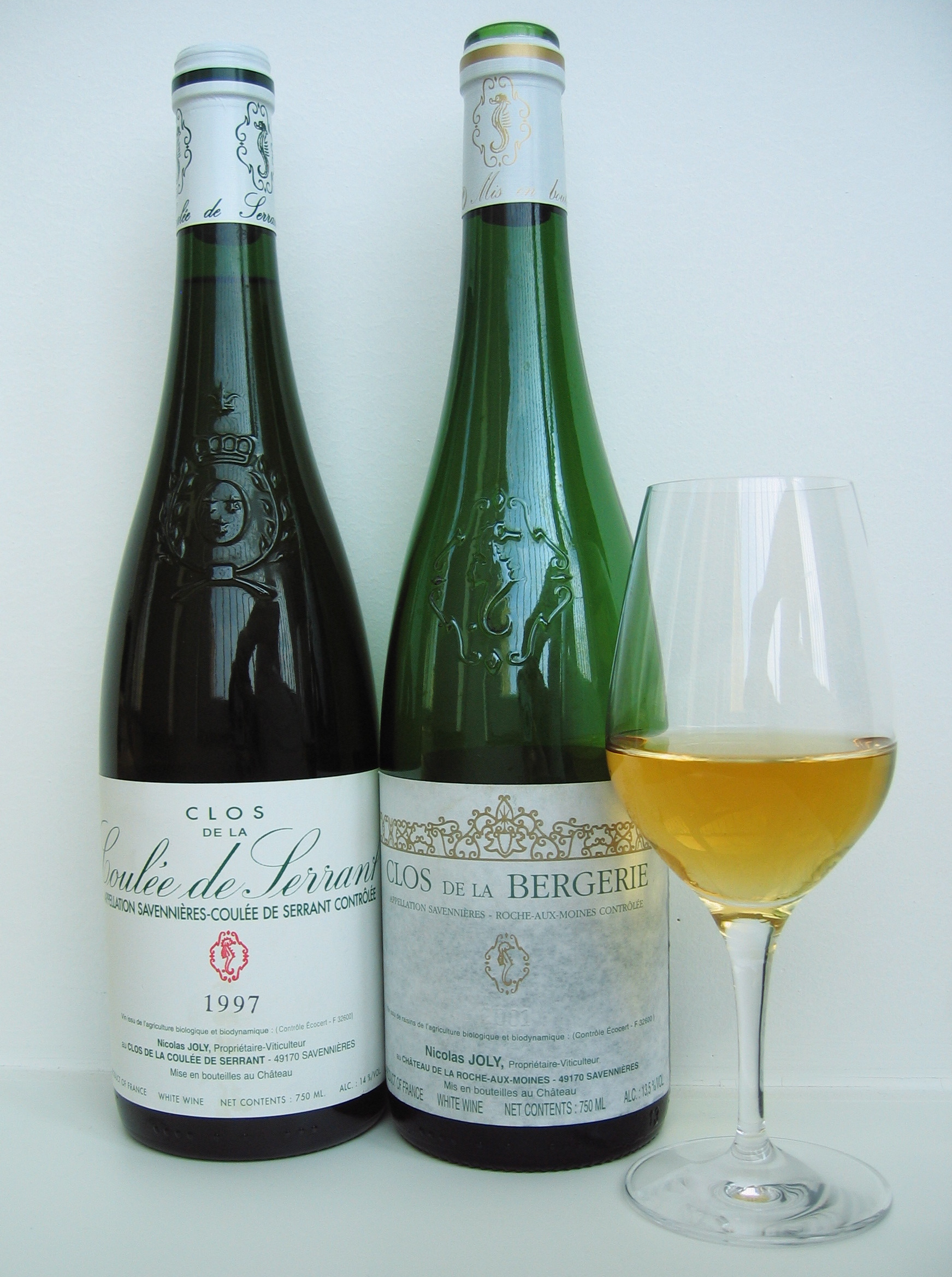
AOC Savennières Coulée de Serrant et AOC Savennières Roche aux Moines

### Présentation
Il s'étend sur environ 150 hectares (moy. 2005/2009), dont 33 hectares pour Savennières-Roche-aux-Moines et 7 hectares pour la Coulée-de-Serrant.
L'INAO valide, lors de sa réunion du 28 septembre 2011, la création des AOC Savennières Coulée de Serrant et Savennières Roche aux Moines qui sont ensuite adoptées par décret le 23 novembre 2011,. Elles deviennent distinctes de l'AOC Savennières.

### Encépagement
Le cépage unique de l'AOC Savennières est le chenin blanc (ou pineau de la Loire, pineau de Savennières). 

### Méthodes culturales
La vigne est traitée en taille Guyot double à 2x3 yeux ou gobelet à 3x2 yeux. Les vendanges sont manuelles avec tris successifs afin de cueillir les grappes au parfait moment de maturité selon le style souhaité. Une grande partie du vignoble est en agriculture biologique voire en biodynamique.

### Rendements, réglementations
Planté à des densités de 4 500 à 5 000 pieds/ha. Les rendements maximum autorisés sont de 50 hl/ha (40 hl/ha pour les demi-secs et moelleux, très minoritaires). Mais le rendement moyen se situe en général autour de 25/30 hl par ha. 

### Vin
Les vins de Savennières sont vinifiés uniquement à partir du chenin blanc. Ces vins ont une bonne aptitude au vieillissement en bouteille (maturité à 5 ans et garde jusqu'à 15 ans). Ce sont des vins blancs secs, toutefois tendres et bien structurés, très riches en arômes. 

### Production
La production annuelle est d'environ 5208 hl.

### Commercialisation
La commercialisation de cette appellation se fait par divers canaux de vente : dans les caveaux du viticulteur, dans les salons des vins (vignerons indépendants, etc.), dans les foires gastronomiques, par exportation, dans les cafés-hôtels-restaurants (C.H.R.), dans les grandes et moyennes surfaces (G.M.S.).

### Exploitations
| Exploitation            | Producteur                     | Commune                                      |
| ----------------------- | ------------------------------ | -------------------------------------------- |
| Le Clos Galerne         | Cédric Bourez                  | Rochefort-sur-Loire                          |
| Château de Plaisance    | Vanessa Cherruau               | Rochefort-sur-Loire                          |
| Domaine Belargus        | Ivan Massonnat                 | Saint-Lambert-du-Lattay                      |
| Château d’Epiré         | Paul Bizard                    | Savennières                                  |
| Domaine FL              | Famille Fournier Longchamps    | Rochefort-sur-Loire                          |
| Clos des Perrières      | Chateau Soucherie              | Beaulieu-sur-Layon                           |
| Château du Breuil       | Michel Petitbois               | Beaulieu-sur-Layon                           |
| Château Pierre Bise     | Claude Papin                   | Beaulieu-sur-Layon                           |
| Domaine aux Moines      | Monique et Tessa Laroche       | Savennières                                  |
| Domaine Clément Baraut  |                                | Saint-Jean-des-Mauvrets                      |
| Domaine Damien Laureau  |                                | Savennières                                  |
| Domaine de la Bergerie  | Marie-Annick et Yves Guégniard | Champ-sur-Layon                              |
| Domaine de la Ducquerie | Cailleau et fils               | Saint-Lambert-du-Lattay                      |
| Domaine des Baumard     |                                | Rochefort-sur-Loire                          |
| Domaine Des Deux Arcs   | Michel et Jean-Marie Gazeau    | Martigné-Briand                              |
| Domaine du Closel       | Evelyne de Pontbriand          | Chateau des Vaults Place du Mail Savennières |
| Domaine Maison Jaune    | Jean-Claude Taddei             | La Grande Rousselle Savennières              |
| Domaine Eric Morgat     |                                | Savennières                                  |
| Domaine Loïc Mahé       |                                | La Possonnière                               |
| Domaine Mosse           |                                | Saint-Lambert-du-Lattay                      |
| Domaine Nicolas Joly    |                                | Savennières                                  |
| Domaine Ogereau         |                                | Saint-Lambert-du-Lattay                      |
| Domaine Richou          |                                | Mozé-sur-Louet                               |
| Moulin de Chauvigné     | Sylvie Plessis                 | Rochefort-sur-Loire                          |